# Ключарёв, Александр Сергеевич
Александр Сергеевич Ключарёв (19 февраля 1906 — 30 марта 1972) — советский композитор, дирижёр и пианист. Заслуженный деятель искусств РСФСР (1969), народный артист Татарской АССР (1964).

## Биография
Русский. Родился в Казани, в семье Сергея Даниловича и Надежды Семёновны Ключарёвых. Его мать владела игрой на гармонике, и мальчик уже в пять лет учится играть на разных музыкальных инструментах: гармошка, скрипка, гитара и цитра.
Семья жила на берегу озера Кабан в доме купца Хусаинова, в торговом предприятии которого отец будущего композитора работал в должности бухгалтера. Потом семья переехала в Оренбург, затем снова вернулись в Казань.
В Казани Александр познакомился с простым кучером Галяем, который изумительно напевал татарские народные мелодии. Интерес к музыкальному фольклору позже определил творческий почерк Александра Ключарёва. Также на его творчество большое влияние оказало знакомство в Оренбурге с фольклористом и этнографом А. В. Затаевичем.
В 1923 А. Ключарёв поступает в Казанский музыкальный техникум в класс фортепиано О. Родзевича.
После завершения учёбы (1926), работал музыкальным руководителем Марийского драматического театра (Йошкар-Ола).
В 1928 г. Ключарёв уезжает в Москву, где также продолжает работать музыкальным руководителем Московского рабочего театра. После учёбы в Московской консерватории им. П. Чайковского (1932—1934) в классе композиции у Р. Глиэра, судьба забрасывает молодого композитора в Уфу, где он работал заведующим музыкальным сектором Башкирского научно-исследовательского института языка и литературы.
В 1937 году Ключарёв переезжает в Казань. Он работал главным редактором музыкального вещания Татарского радиокомитета (1937—1938), заведующим кабинетом музыкального фольклора Управления по делам искусств при Совете Министров ТАССР (1938—1951).
Одновременно осуществлял художественное руководство Ансамблем песни и танца ТАССР (1939—1940 и 1968—1970) и Татарской государственной филармонии (1940—1942; 1951—1953)
В этот период Ключарёв писал музыку, основой которой было его увлечение фольклором. Он общался с фольклористами-этнографами, выезжал в фольклорные экспедиции. Причем, живя в Йошкар-Оле и Уфе, он также интересовался марийским и башкирским фольклором. Но неизменной любовью Ключарёва был татарский фольклор.
Вместе с композитором В.Виноградовым и поэтом М. Садри Ключарёв собирал татарский музыкальный фольклор, записывал его и расшифровывал. Результатом этой кропотливой работы стали два фундаментальных сборника татарских народных песен.
Скончался 30 марта 1972 года. Похоронен на Арском кладбище города Казани.

## Творчество
Творчество А. Ключарёва охватывает широкий круг жанров — от обработок народных песен до балетов и симфоний.
Особо популярной была песня Ключарёва «Родной край мой — Татарстан», одна из её музыкальных фраз даже стала позывным татарского радио. Не менее известна и его песня «Новая Казань», которая была музыкальной эмблемой столицы Татарстана.
Им записано свыше 200 башкирских песен. Среди них такие известные, как «Бииш», «Кахым-туря», «Салимакай», «Шафик», «Урал» и другие.
Театральная музыка композитора привлекает слушателя образностью музыкального мышления, доходчивостью, ярко выраженным национальным колоритом (музыка к спектаклям «Галиябану» по пьесе М. Файзи, «Голубая шаль», «Родина» по пьесам К. Тинчурина и др.).
Ряд песен и инструментальных номеров из спектаклей с музыкальным оформлением А. Ключарёва обрели самостоятельную жизнь, как, например, отличающаяся мелодичностью и проникновенным лиризмом симфоническая сюита «Галиябану» (1933). Композитор создал свой самобытный стиль обработки народных песен, основным принципом которого является бережное отношение к подлиннику («Аллюки», «Пар ат», «Кара урман», «Агыйдель» и др.). Убедительные по творческому воплощению фортепианные произведения А. Ключарёва прочно вошли в учебный и концертный репертуар («Шурале», «Этюд», «Токката», цикл «Родные картины» и др.).
Наиболее значимо композитор проявил себя в симфонической музыке жанрово-характерного плана. «Башкирские танцы», симфоническая поэма «Салават», музыкальная картина «Урал», «Татарская сюита» основаны на народнопесенном материале и отличаются красочностью, тембровым разнообразием, яркостью национального колорита.
Особое место в творчестве А. Ключарёва заняла тема Волги как символ дружбы населяющих её берега народов. В лирико-эпической «Волжской» симфонии (1955), ставшей этапным произведением татарского симфонизма, философское осмысление многообразных явлений окружающего мира воплощено в образах скорби, лирического раздумья, энергии, драматизма и пафоса, объединённых единством симфонического развития.
В балете «Горная быль» (либретто А. Ключарёва и Р. Хисамова) на основе башкирских легенд и сказок с привнесением социальных мотивов (борьба народа против царского самодержавия) реалистические картины народной жизни сочетаются со сказочно-фантастическими образами. На основе интонаций и ритмов башкирских песен, танцев и инструментальных наигрышей композитор создал колоритные массовые сцены, яркие музыкальные характеристики персонажей — представителей народа. Особой красочностью отличаются фантастические сцены балета. А. Ключарёв в этом произведении успешно претворил традиции классического балета, а также принципы балетного творчества С. Прокофьева. «Горная быль» характеризуется тенденцией к симфонизации музыкального действия, сквозному развитию основных тем. Постановки балета были осуществлены Башкирским (1951) и Татарским (1959) театрами оперы и балета и пользовались успехом.
А. Ключарёв является мастером песенного жанра. Его песни, основанные на широко бытующих интонациях, отличаются мелодизмом, выразительностью, свежестью гармонического сопровождения, светлым лиризмом, тонким ощущением образов природы: «Идел дулкыннары» («Волжские волны»), «Безнең дуслар» («Наши друзья») на стихи М. Хусаина, «Яз җыры» («Весенняя песня») на стихи М.Садри, «Синең хакта» («О тебе»), и др. Творческий почерк композитора характеризуют светлый колорит, тонкость мелодического рисунка, свежесть и своеобразие гармонических оборотов, богатство тембров, прозрачность фактуры, ясность голосоведения.
Именно за свои песни, объединённые в сборник «Канатлы яшьлек» («Крылатая молодость»), изданный в 1968 году, композитор был удостоен Государственной премии Татарской АССР им. Г. Тукая (1970).

## Звания и награды
- Заслуженный деятель искусств Татарской АССР (1939)
- Орден Трудового Красного Знамени (14.06.1957)
- Народный артист Татарской АССР (1964)
- Заслуженный деятель искусств РСФСР (1969)
- Республиканская премия имени Габдуллы Тукая (1970)

## Память
- В 2012 году имя Александра Сергеевича Ключарёва было присвоено Детской музыкальной школе № 7 города Казани.[4]